# Distrito electoral federal 9 de la Ciudad de México
El IX Distrito Electoral Federal de Ciudad de México es uno de los 300 distritos electorales en los que se encuentra dividido el territorio de México y uno de los 24 en los que se divide la Ciudad de México.
Desde la distritación de 2017, cubre la totalidad del territorio de la alcaldía Tláhuac.

## Distritaciones anteriores

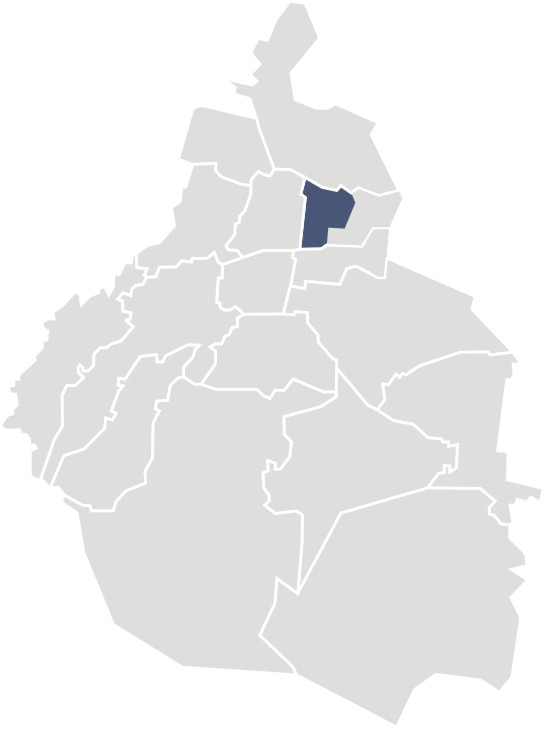
Ubicación del IX Distrito entre 2005 y 2017.

El IX Distrito de Ciudad de México (entonces Distrito Federal) surgió en 1857 para la conformación de la I Legislatura del Congreso de la Unión, con José María del Río como primer diputado federal por este distrito.

### Distritación 1978 - 1996
Para la distritación de 1978, vigente hasta 1996, el IX Distrito se ubicó dentro del territorio de la delegaciones Miguel Hidalgo y Azcapotzalco.

### Distritación 1996 - 2005
Con la distritación de 1996, el distrito IX se estableció en la mitad occidente de la Delegación Venustiano Carranza, con 156 secciones electorales.

### Distritación 2005 - 2017
Cubría la misma zona, pero con una mayor extensión territorial. Cubría 217 secciones.

## Diputados por el distrito
| Diputado                     | Diputado                                   | Grupo parlamentario          | Legislatura    | Periodo     |
| ---------------------------- | ------------------------------------------ | ---------------------------- | -------------- | ----------- |
|                              | José María del Río                         |                              | I              | 1857 - 1861 |
| Sin representación distrital | Sin representación distrital               | Sin representación distrital | II             | 1861 - 1863 |
|                              | Manuel Silíceo                             |                              | III            | 1863 - 1865 |
|                              | Juan José Baz                              |                              | IV             | 1867 - 1868 |
| Vacante                      | Vacante                                    | Vacante                      | V VI           | 1869 - 1873 |
|                              | Guillermo Prieto Pradillo                  |                              | VII            | 1873 - 1875 |
| Vacante                      | Vacante                                    | Vacante                      | VIII IX X      | 1875 - 1882 |
|                              | Antonio Carbajal                           |                              | XI             | 1882 - 1884 |
|                              | José Mena                                  |                              | XII            | 1884 - 1886 |
|                              | Trinidad García                            |                              | XIII XIV       | 1886 - 1890 |
|                              | Ignacio Maldonado                          |                              | XV             | 1890 - 1892 |
|                              | Pablo Macedo                               |                              | XVI XVII XVIII | 1892 - 1898 |
|                              | Manuel E. Rincón                           |                              | XIX XX         | 1898 - 1902 |
|                              | Juan de Pérez Gálvez                       |                              | XXI            | 1902 - 1904 |
|                              | Manuel Zamacona e Inclán                   |                              | XXII           | 1904 - 1906 |
|                              | José Algara (Suplente en funciones)        |                              | XXIII          | 1906 - 1908 |
|                              | José Romero                                |                              | XXIV XXV       | 1908 - 1912 |
|                              | Adolfo Orive                               |                              | XXVI           | 1912 - 1914 |
|                              | Antonio Norzagaray Ángulo                  |                              | Constituyente  | 1916 - 1917 |
|                              | Mauricio Gómez                             |                              | XXVII          | 1917 - 1918 |
|                              | Ezequiel Ríos Landeros                     | PLC                          | XXVIII         | 1918 - 1920 |
| Vacante                      | Vacante                                    | Vacante                      | XXIX           | 1920 - 1922 |
|                              | Gustavo Arce Correa                        | PNC                          | XXX            | 1922 - 1924 |
|                              | Justo A. Santa Anna                        |                              | XXXI           | 1924 - 1926 |
|                              | Juan Lozano                                |                              | XXXII          | 1926 - 1928 |
|                              | Rafael Sánchez Lira                        | PLM                          | XXXIII         | 1928 - 1930 |
|                              | José Torres H.                             |                              | XXXIV          | 1930 - 1932 |
|                              | Cosme Mier Riva-Palacio                    |                              | XXXV           | 1932 - 1934 |
|                              | Manuel Mier                                |                              | XXXVI          | 1934 - 1937 |
|                              | Jesús Yurén Aguilar                        |                              | XXXVII         | 1937 - 1940 |
| Vacante                      | Vacante                                    | Vacante                      | XXXVIII        | 1940 - 1943 |
|                              | Roberto Aguilera Carbajal                  |                              | XXXIX          | 1943 - 1946 |
|                              | Manuel Origel Salazar                      |                              | XL             | 1946 - 1949 |
|                              | Uriel Herrera Estúa                        |                              | XLI            | 1949 - 1952 |
|                              | Javier de la Riva Rodríguez                |                              | XLII           | 1952 - 1955 |
|                              | Manuel Sierra Macedo                       |                              | XLIII          | 1955 - 1958 |
|                              | Arturo López Portillo                      |                              | XLIV           | 1958 - 1961 |
|                              | Mercedes Fernández Austri                  |                              | XLV            | 1961 - 1964 |
|                              | Emilio Gandarilla Avilés                   |                              | XLVI           | 1964 - 1967 |
|                              | Javier Blanco Sánchez                      |                              | XLVII          | 1967 - 1970 |
|                              | Aurora Fernández Fernández                 |                              | XLVIII         | 1970 - 1973 |
|                              | Daniel Mejía Colín                         |                              | XLIX           | 1973 - 1976 |
|                              | Consuelo Marquez Rodríguez                 |                              | L              | 1976 - 1979 |
|                              | Gonzalo Castellot Madrazo                  |                              | LI             | 1979 - 1982 |
|                              | Arturo Contreras Cuevas                    |                              | LII            | 1982 - 1985 |
|                              | José Armando Lazcano Montoya               |                              | LIII           | 1985 - 1988 |
|                              | Magdaleno Gutiérrez Herrera                |                              | LIV            | 1988 - 1991 |
|                              | Sandalio Alfonso Sáinz de la Maza Martínez |                              | LV             | 1991 - 1994 |
|                              | Irma Eugenia Cedillo y Amador              |                              | LVI            | 1994 - 1997 |
|                              | Victorio Montalvo Rojas                    |                              | LVII           | 1997 - 2000 |
|                              | Daniel Ramírez del Valle                   |                              | LVIII          | 2000 - 2003 |
|                              | Guadalupe Morales Rubio                    |                              | LIX            | 2003 - 2006 |
|                              | Victorio Montalvo Rojas                    |                              | LX             | 2006 - 2009 |
|                              | Esthela Damián Peralta                     |                              | LXI            | 2009 - 2012 |
|                              | Israel Moreno Rivera                       |                              | LXII           | 2012 - 2015 |
|                              | Evelyn Parra Álvarez                       |                              | LXIII          | 2015 - 2018 |
|                              | Adriana Espinosa de los Monteros           |                              | LXIV           | 2018 - 2021 |
|                              | Guadalupe Chavira de la Rosa               |                              | LXV            | 2021 - 2024 |
|                              | Rigoberto Salgado Vázquez                  |                              | LXVI           | 2024 - 2025 |

## Resultados electorales

### 2021
|  | 43.42 % |

|  | 33.70 % |

|  | 5.82 % |

|  | 3.27 % |

|  | 3.24 % |

|  | 3.02 % |

|  | 2.30 % |

|  | 1.07 % |

|  | 4.05 % |

|  | 0.11 % |

|  | 100 % |

|  | 51.09 % |

### 2018
|  | 57.7811 % |

|  | 18.9312 % |

|  | 8.5051 % |

|  | 7.5493 % |

|  | 3.0171 % |

|  | 0.1308 % |

|  | 4.0850 % |

|  | 100.00 % |

### 2009
|  | 16.42 % |

|  | 19.56 % |

|  | 29.36 % |

|  | 8.25 % |

|  | 11.12 % |

|  | 4.97 % |

|  | 1.37 % |

|  | 0.30 % |

|  | 9.65 % |

|  | 100.00 % |